# Afërdita Dreshaj
Afërdita Dreshaj (Nova York, 19 de julho de 1986) é uma modelo e cantora kosovar, vencedora do concurso Miss Kosovo 2011 e que representou a República do Kosovo no Miss Universo 2011.

## Biografia
Nascida em Nova York, nos Estados Unidos, de uma família albanesa, Afërdita foi criada no estado do Michigan até imigrar para o Kosovo. Já vivendo em Prishtina, lançou-se como modelo e cantora. Seu primeiro álbum, Just Kiss Me, lançado em 2010, se tornou um grande sucesso no Kosovo e na Albânia.
Afërdita é fluente em albanês, inglês e francês, além de ter contrato com agências de modelos em países como Itália, Alemanha, Grécia, Canadá e Macedônia, além do Kosovo e dos Estados Unidos. Atualmente, é noiva do jogador de hóquei tcheco Jakub Kindl.

## Miss Kosovo
Sua primeira participação em concursos de beleza foi em 2007, quando foi segunda colocada no Miss Albânia. Em Janeiro de 2011, foi eleita Miss Kosovo 2011, sendo a quarta kosovar a participar do Miss Universo. Além de vencer, também foi escolhida como a preferida da imprensa.
Em setembro do mesmo ano, representou a República do Kosovo no Miss Universo 2011, ocorrido em São Paulo, no Brasil. Na final, realizada no dia 12 de setembro no Credicard Hall, Afërdita foi uma das 16 semifinalistas do concurso, tornando-se a terceira Miss Kosovo a obter classificação no Miss Universo, em quatro participações. As primeiras foram Zana Krasniqi, sexto lugar em 2008, e Marigona Dragusha, terceiro lugar em 2009.

## Discografia
- 2010 - Just Kiss Me